# Chiquito de la Calzada
Gregorio Esteban Sánchez Fernández (Málaga, 28 de mayo de 1932-Málaga, 11 de noviembre de 2017), conocido por el nombre artístico de Chiquito de la Calzada, fue un humorista, cantaor de flamenco y actor cómico español.

## Biografía

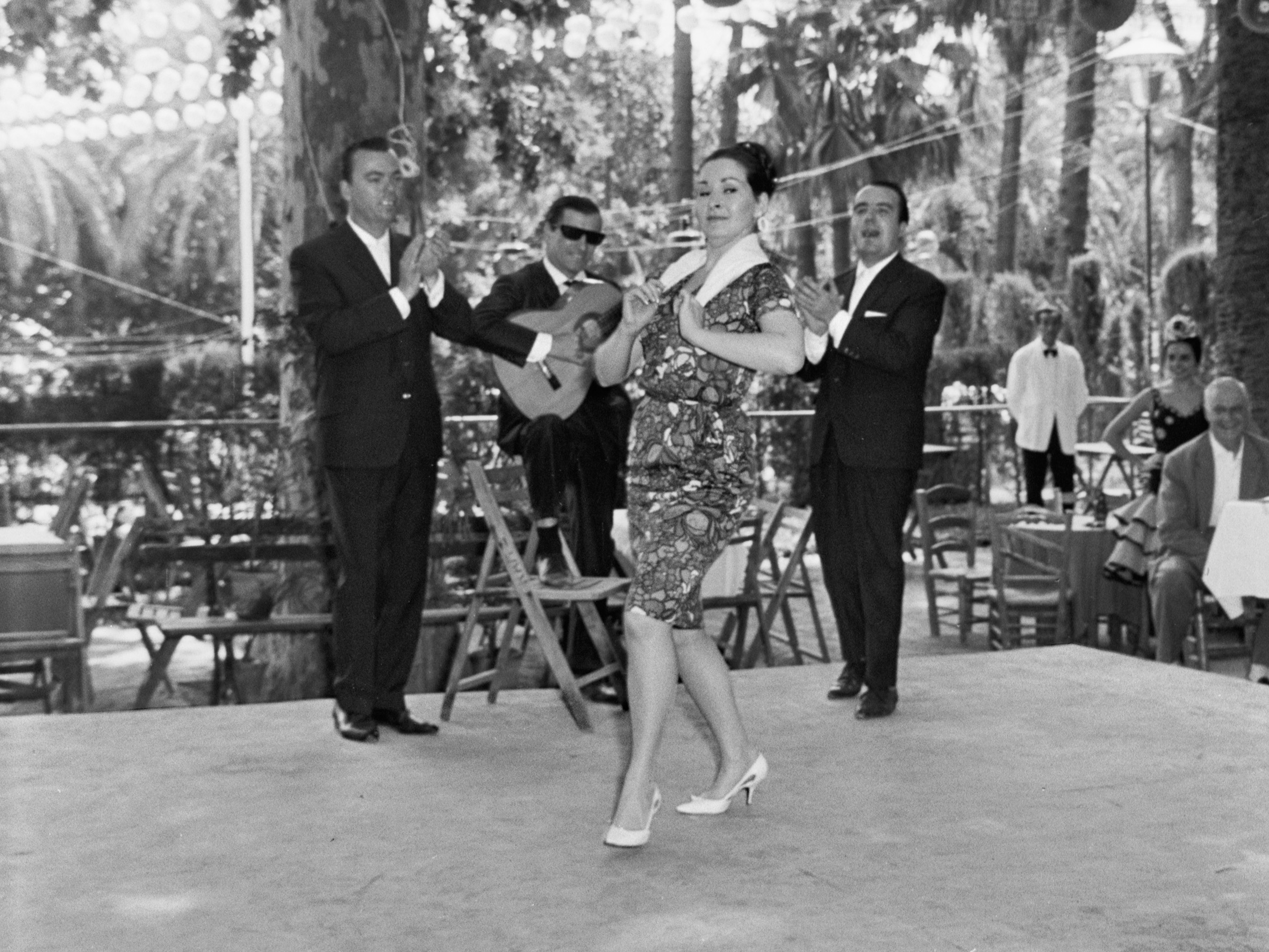
Chiquito de la Calzada actuando en la Feria de Málaga en julio de 1963.

Gregorio Sánchez nació en el barrio malagueño de La Trinidad, en la calle Calzada de la Trinidad, la cual más tarde inspiraría su nombre artístico. Hijo de un electricista, y el segundo de tres hermanos (nacido después de Francisco y antes de Tomás), a los ocho años subió por primera vez a un escenario y poco después, como miembro de una compañía infantil llamada "Capullitos Malagueños", desarrolló sus habilidades para el cante flamenco con el apodo de "Chiquito de la Calzada" ("Chiquito" porque empezó a trabajar siendo muy pequeño y "de la Calzada" por la calle donde nació), desplazándose en numerosas ocasiones a Madrid donde actuó en escenarios de renombre como el Teatro Calderón, el Circo Price o el Teatro de La Latina. También actuó en el extranjero y durante dos años tuvo que residir en Japón por este motivo. En 1985 apareció brevemente como palmero en un episodio de la teleserie estadounidense Vacaciones en el mar.

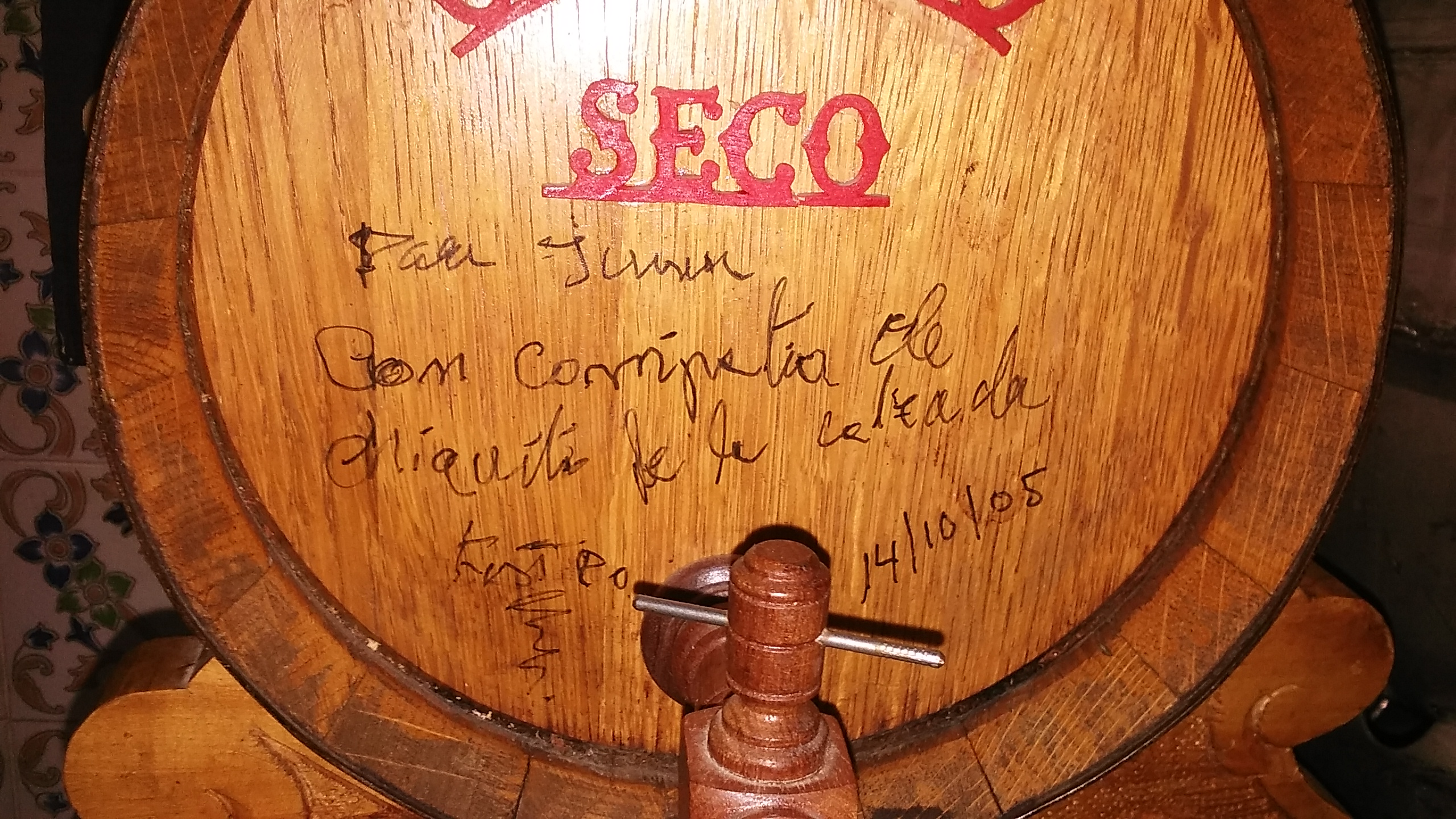
Dedicatoria de Chiquito de la Calzada.

Con sesenta y dos años, Chiquito de la Calzada fue descubierto para el mundo televisivo por el productor Tomás Summers, y contratado para el programa de televisión de humor Genio y figura por Antena 3 Televisión. El programa comenzó sus emisiones en la temporada de verano de 1994. Su estilo personal e innovador le llevó rápidamente a destacar sobre todos sus compañeros de programa, catapultando la emisión en los máximos niveles de audiencia, a tal punto que al final de la temporada su éxito era reconocido por la crítica favorable como el personaje televisivo del verano:

(...)Se trata de un hombre de mediana edad, gaditano probablemente, que «acciona» los chistes más que contarlos, y es de tal calibre su vis cómica, el magnetismo que ejerce sobre la risa del prójimo, que no bien se levanta de su asiento, la gente, desde el propio Pepe Carrol hasta los técnicos del estudio, pasando por el público de plató, los telespectadores y los compañeros cuentachistes se descojona de risa. Y lo curioso es que el humor de Chiquito de la Calzada no es escatológico ni genital ni de anciana que resbala sobre una piel de plátano, esto es, no es un humor «español» al uso, sino que nace de las travesuras de la inteligencia y de los guiños surrealistas de la razón. Chiquito de la Calzada ha sido el personaje del verano en televisión, y aunque a partir de ahora invadirá el medio una turba de sujetos grotescos y risibles (los contertulios, las estrellas, los políticos del Régimen), espero que consolide su cetro en el otoño. Los chistes que cuenta son malísimos, pero nadie sería capaz de contarlos tan bien como él.
Rafael Torres, Diario El Mundo, 02/09/1994. Chiquito de la Calzada

El tirón mediático de Chiquito de la Calzada se mantuvo durante el otoño de 1994 y fue aprovechado por la cadena para afirmarse en el liderazgo de audiencia en detrimento de emisiones hasta entonces de gran popularidad en España, como los eventos deportivos. Así, el 27 de octubre de 1994, una emisión recopilatoria de los mejores chistes de Chiquito de la Calzada superó en 500 000 espectadores la emisión del partido de fútbol Karlsruhe-Real Madrid, al alcanzar 4,5 millones de audiencia.
Mientras se acrecentó su éxito popular, el análisis de su llamativo estilo fue recibido con división por la crítica y comentaristas de los medios de información. Alabado como fenómeno sociológico por unos, en otros casos las particularidades de su estilo y de su figura fueron aprovechadas como instrumento para la crítica sociopolítica, y desde entonces empleadas por los medios para la sátira o la ridiculización del adversario.
En diciembre de 1994, Warner Home Video y Antena 3 Televisión publicaron Genio y figura, una cinta en formato video recopilando una selección de las actuaciones de Chiquito alcanzando en tres meses los 280 000 ejemplares vendidos con un volumen de facturación de 500 millones de pesetas (3,01 millones de euros), cifras consideradas entonces récord para un cómico español.
En ese mismo año, aunque unos meses antes, Chiquito también apareció en el recopilatorio Bolero Mix 11 (apodado Bolero Mix Fistro y Pecador...), publicado por Blanco y Negro Music 1994, donde en la portada aparecía su cara en un cuerpo de culturista. En el Megamix del disco, elaborado por Quique Tejada, se podían oír sus famosas coletillas y frases mezcladas con los mejores temas dance del momento; también había una pista de efectos y jingles, donde se podía oír las frases que previamente grabó para la elaboración del Megamix.
En septiembre de 1995, la actividad televisiva de Chiquito de la Calzada se extendió a la radio en un momento de alta competencia entre las emisoras principales por captar mayor audiencia mediante programas de humor. La Cadena Cope contrató a Chiquito de la Calzada y a Paz Padilla para participar en un concurso de chistes que se emitió en el programa La mañana, dirigido y presentado por Antonio Herrero. Desde febrero de ese año, Chiquito intervino semanalmente junto a Paz Padilla y El Fary en las emisiones del programa La mañana de la cadena COPE, donde interpretaba los chistes de los oyentes. uniéndose a la oferta humorística de otras cadenas como la del programa Hoy por hoy de la cadena SER con los personajes de la señora María y del señor Casamajor, el Debate sobre el estado de la nación de Protagonistas, Chumy Chúmez en Las mañanas de Radio 1, Gomaespuma en M-80 y El Terrat, en Radio Barcelona.
En agosto de 1996, Chiquito ejerció de pregonero de las celebraciones de la Feria de Málaga, invitado por la corporación municipal en una decisión que, aunque objeto de críticas, fue justificada por diferentes portavoces mediante un público elogio de la personalidad del humorista. Para el concejal Antonio Romero, Chiquito de la Calzada representa la "grandeza de lo sencillo" y la "elevación del hombre medio", destacando su sencillez y humildad, siendo "un malagueño de la calle con una gracia especial, muy querido".
Copresentó la gala 2000 y una Noche junto a Manolo Sarriá, María del Monte, Miguel Caiceo, Carmen Janeiro, Víctor Puerto, Jesús Hermida, Fernando Romay, Arturo Fernández y Cristina Almeida.
En octubre de 1996, participó en la emisión del especial De los buenos junto con los también cómicos Arévalo, Tip, Antonio Ozores y Miriam Díaz.
Durante la primera década del siglo XXI, Chiquito colaboró en campañas publicitarias, actuaciones en salas y apoyando con su presencia diversos actos promocionales. En 2009, su página en Facebook alcanzó cierta notoriedad al ser destacada por su parodia de alguno de los elementos de la campaña de promoción electoral en apoyo de Barack Obama durante las presidenciales a los Estados Unidos de 2008, identificados por el grafismo al estilo de Shepard Fairey y el uso del eslogan "Yes, We Jarl". A finales de 2009 se estrenó la película cómica Spanish Movie donde Chiquito de la Calzada aparece junto al actor canadiense Leslie Nielsen en una pequeña escena emitida por Internet y en los títulos de crédito finales.
Chiquito se casó en 1950 con la cordobesa Josefa "Pepita" García Gómez. La conoció mientras trabajaba en el Teatro Chino de Manolita Chen. La pareja no tuvo hijos. Aunque al principio del fenómeno Chiquito ella estaba al margen, más tarde era frecuente verla aparecer entre el público donde actuaba su marido (bien fuese en algún programa o alguna actuación en directo), aunque siempre en un discreto segundo plano y sin conceder entrevistas sobre ella o la fama de su esposo. Pepita falleció repentinamente de una arritmia cardíaca el 3 de marzo de 2012 y fue incinerada en Málaga.
El 14 de octubre de 2017 el humorista sufrió una caída en su domicilio; fue rescatado por los bomberos e ingresado en un hospital de Málaga, y se recuperó. El 31 de octubre de 2017 volvió a ser hospitalizado, en el Hospital Carlos Haya de Málaga, debido a un dolor torácico, que tras un estudio de hemodinámica de los vasos sanguíneos, se confirmó con una angina de pecho. Pese al cateterismo que se le realizó, murió el 11 de noviembre de 2017.

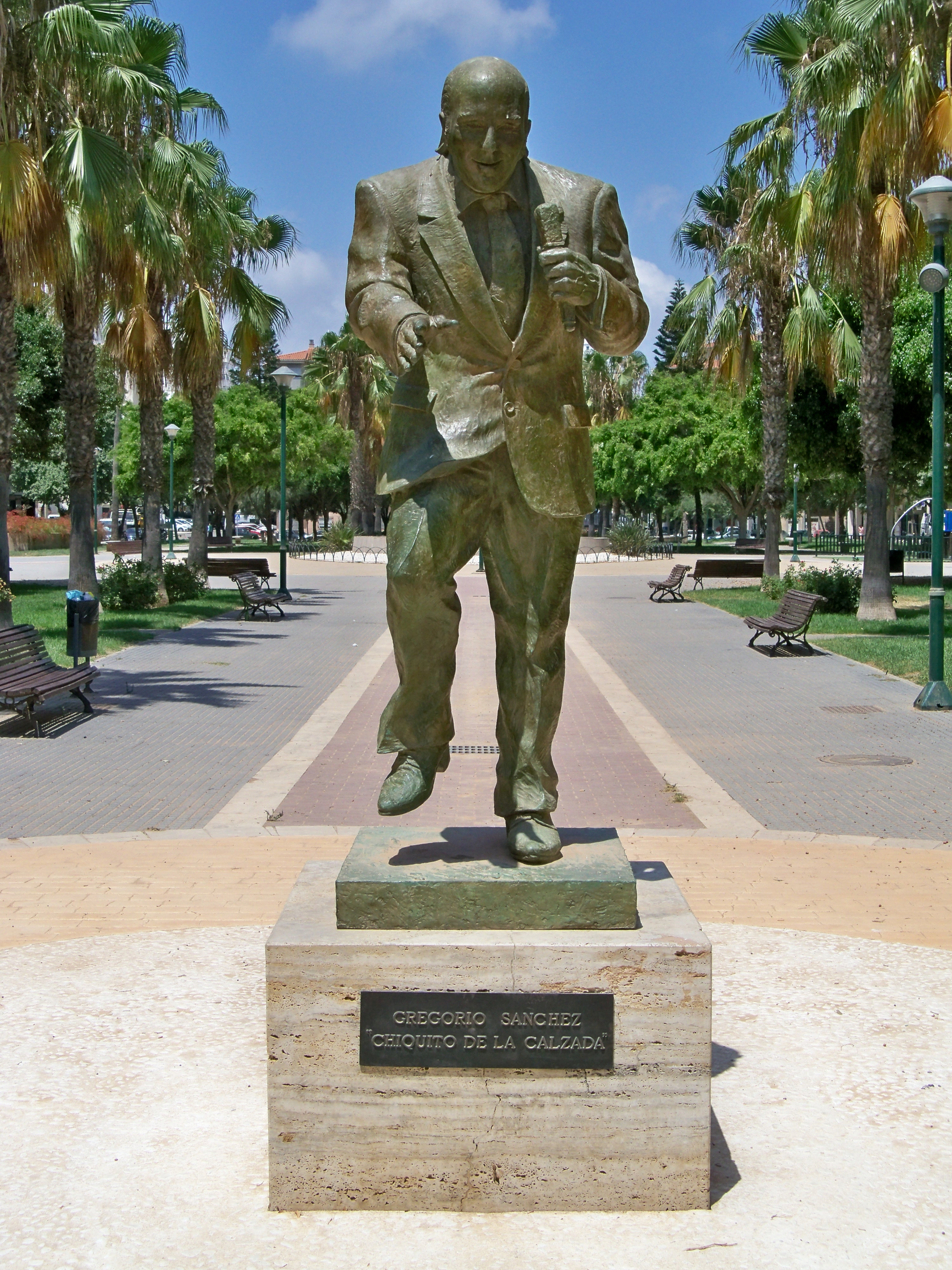
Monumento conmemorativo a Chiquito de la Calzada en Málaga, España.

Fue incinerado el domingo 12 de noviembre de 2017 y sus cenizas reposan junto con las de su esposa en el columbario de la iglesia de San Pablo de Málaga. Su sobrina Dolores Arjona fue declarada heredera universal de su herencia, lo que provocó disputas en el seno familiar.
En 2018 se publica el documental homenaje "Chiquito, el cantaor de atrás".
En 2019 se publica su biografía "Las legendarias aventuras de Chiquito", en formato novela gráfica.
A finales de 2021 se erigió en Málaga un monumento conmemorativo dedicado a Chiquito de la Calzada en forma de estatua de bronce, obra de Ramón Chaparro.
En el verano de 2022, en el cruce de las calles Tomás Echeverría y Antonio Soler, en la barriada de Huelin donde vivió sus últimos años, fue inaugurado un semáforo cuyas señales lumínicas para peatones tienen adaptada la imagen del humorista, mientras reproducen el sonido de alguna de sus expresiones más populares: Quietooorrr!!! Al ataque!!!.  Forma parte de los enclaves de Málaga que recuerdan al genial Chiquito de la Calzada.

## Estilo e influencia
El contenido de sus chistes, normalmente simples y cortos (aunque alargados por su peculiar manera de contarlos), presenta ingeniosas comparaciones (por ejemplo: «Tengo más nervios que un filete de cinco pesetas» o «Paso más hambre que el sastre de Tarzán»), reforzadas en su presentación por una forma de andar de un lado a otro del escenario, mientras se sujetaba la parte baja de la espalda como si tuviera dolores. El lenguaje incluye palabras y expresiones de propia invención, resultado de distorsiones onomatopéyicas del lenguaje formal del español, del habla andaluza e incluso del inglés. Muchos de sus vocablos e interjecciones, como fistro, ¿Cómooor?, o jarl, han trascendido al registro del habla coloquial e informal del español de España.
El estilo de Chiquito ha tenido numerosos imitadores. Así en el programa Esta noche cruzamos el Mississippi de Pepe Navarro, el humorista Florentino Fernández interpretaba el papel de Lucas Grijander, un personaje que fue creado a imitación de Chiquito y que acabó en una demanda por plagio. De igual forma, en el programa Los clones, emitido por Intereconomía Televisión, el cómico Federico de Juan interpreta un personaje llamado Chiquito del Parqué, que finge como el analista económico de la serie.
Tal ha sido la transcendencia de Chiquito de La Calzada que se le han hecho numerosos homenajes, desde recopilaciones en video y DVD de sus apariciones televisivas hasta carreras imitando sus singulares andares y movimientos.

## Filmografía

### Películas
- Aquí llega Condemor, el pecador de la pradera (1996);
- Brácula: Condemor II (1997);
- Papá Piquillo (1998);
- Franky Banderas (2003);
- El oro de Moscú (2003);
- Spanish Movie (2009);
- La venganza de Ira Vamp (2010);
- Torrente 5: Operación Eurovegas (2014).

### Series y programas de televisión
- Vacaciones en el mar (1985) (1 episodio);
- Genio y figura (1994-1995, Antena 3);
- Señor alcalde (1998); Telecinco (3 episodios);
- ¡Ala... Dina! (2000, TVE); (1 episodio);
- El burladero (2000-2001, TVE);
- Mis adorables vecinos (2004, Antena 3) (1 episodio);
- Mucho que perder, poco que ganar (2011, La Sexta);
- Las Campos (2016, Telecinco);
- Mi casa es la tuya (2016, Telecinco).

## Galardones
- Medalla de Oro al mérito en las Bellas Artes (2017)[29] (a título póstumo).
- Hijo Predilecto de la provincia de Málaga.[30]
- Parque en la ciudad de Málaga.[31]
- Hijo Predilecto y Medalla de Oro de la ciudad de Málaga (a título póstumo).[32]
- Medalla de Andalucía a título póstumo, otorgada en febrero de 2018.